# Naruhiko Higashikuni
Higashikuni Naruhiko (東久邇宮 稔彦王; 3 de dezembro de 1887 — 26 de janeiro de 1990) foi um político japonês. Ocupou o cargo de primeiro-ministro do Japão de 16 de agosto até 8 de outubro de 1945. Tio do Imperador Showa, ele foi o único membro da família imperial japonesa a chefiar um governo, que foi o de mais curta duração na história do Japão.

## Primeiro Ministro
Depois que o curso da guerra se voltou contra o Japão, e a decisão de aceitar a Declaração de Potsdam, o imperador Hirohito nomeou o príncipe Higashikuni para o cargo de primeiro-ministro em 16 de agosto de 1945, substituindo o almirante Kantarō Suzuki. A missão do gabinete Higashikuni era dupla: primeiro, assegurar a cessação ordenada das hostilidades e a desmobilização das forças armadas japonesas; e segundo, para assegurar ao povo japonês que a instituição imperial permanecia segura. O príncipe Higashikuni renunciou em outubro devido a uma disputa com as forças de ocupação americanas sobre a revogação da Lei de Preservação da Paz de 1925.